# Скалното образувание Сватбата
Скалното образувание Сватбата е природна забележителност в България. Разположена е в землището на село Осеново, област Благоевград.
Разположена е на площ 13,1 ha. Обявена е на 19 април 1976 г. с цел опазване на скално образувание.
На територията на природната забележителност се забраняват:
- да се секат, кастрят и повреждат дърветата, както и да се късат или изкореняват всякакви растения;
- пашата на какъвто и да е добитък и през всяко време;
- да се преследването на дивите животни, птиците и техните малки и развалянето на гнездата и леговищата им;
- да се разкриват кариери за камъни, пясък и пръст, с което се провежда и изменя естествения облик на местността и включително водните течения;
- чупенето, драскането и повреждането по какъвто и да е начин, сталактити, сталагмити и други скални образувания в пещерите;
- извеждането на интензивни и голи главни сечи;
- всякакво строителство.[1]

Разрешава се воденето на санитарна сеч и изваждане престарелите дървета с влошени декоративни качества.